# Mołodeczno
Mołodeczno (biał. Маладзечна, Maładzieczna; ros. Молодечно, Mołodieczno) – miasto położone nad Uszą, stolica rejonu w obwodzie mińskim Białorusi, na wschodnich krańcach historycznej Wileńszczyzny.
Siedziba utworzonej w 2014 r. prawosławnej eparchii mołodeczańskiej.
Miasto magnackie, położone było w końcu XVIII wieku w powiecie oszmiańskim województwa wileńskiego.

## Nazwa
Istnieje kilka wersji pochodzenia nazwy miasta. W podaniach ludowych opowiada się o wielkim księciu litewskim, który podarował młodszemu synowi niewielkie miasteczko z czasem nazwane Mołodecznem. Późniejsza legenda opowiada o podróżującej Traktem Starowileńskim cesarzowej Katarzynie, która z zachwytu nad pięknem ziemi mołodeczańskiej zawołała Raduj się, krasna dziewico!. Od jej okrzyku trzy sąsiadujące ze sobą miejscowości nazwano Radoszkowicze, Kraśne i Mołodeczno . W słowniku toponimów można spotkać wersję pochodzenia nazwy od wyrazu mołodiec w znaczeniu parobek, członek drużyny księcia. Nazwę usiłowano wywodzić od dwóch jej składowych moł – nasyp z piasku i kamieni na powierzchni wody, oraz dieczno – w słowniku starosłowiańskim obszar pomiędzy czymś, rozmieszczony gdzieś obszar lub rozmieszczenie czegoś w miejscu. Połączenie dwóch wyrazów może oznaczać miejsce rozmieszczone na mole. Także nazwę Mołodeczna wiązało się ze starobiałoruskimi wyrazami mała i nadeczana, co oznacza miejsce o małej powierzchni . Najbardziej prawdopodobną jednak wersją jest to, że wywodzić ona od rzeki Mołodeczanki, w miejscu ujścia której do Uszy powstał zamek i rozwinęła się osada .

## Położenie geograficzne
W średniowieczu Mołodeczno było jedną z osad, położonych na pograniczu ziem słowiańskich i litewskich. Zgodnie ze Słownikiem geograficznym Królestwa Polskiego położone nad Uszą, przy drodze pocztowej z Mińska do Wilna oraz w odległości 1,5 wiorsty od kolei Libawo-Romieńskiej i 20 wiorst na południe od Wilejki Mołodeczno należało do powiatu wilejskiego i wchodziło w skład pierwszego okręgu policyjnego. Przed 1945 rokiem było siedzibą powiatu w województwie wileńskim.
Współczesne Mołodeczno położone jest w północno-zachodniej części obwodu mińskiego, na północy rejonu mołodeczańskiego. Sąsiednie miasta rejonowe to: na północnym zachodzie – Smorgonie, na północnym wschodzie – Wilejka, na południowym zachodzie – Wołożyn, na południowym wschodzie – Mińsk.

## Klimat
Klimat Mołodeczna jest umiarkowany. Według klasyfikacji klimatów Köppena odnosi się do klasy Dfb (klimat wilgotny kontynentalny z łagodnym latem i opadami przez cały rok). Średnia temperatury rocznej wynosi 6 °C, średnia maksymalna temperatura roczna – 10 °C, średnia minimalna – 2,1 °C. Najcieplejszym miesiącem jest lipiec, średnia temperatura którego wynosi 17,3 °C, najchłodniejszym – styczeń ze średnią –6,6 °C. Średnia temperatura w miesiącach zimowych wynosi –5,1 °C, wiosennych – 5,9 °C, letnich – 16,75 °C, jesiennych – 6,6 °C. Średnia roczna opadów wynosi 54 mm. Najmniej opadów jest lutym – średnio 31 mm, najwięcej w czerwcu – 82 mm. W miesiącach zimowych średnia opadów jest 39 mm, wiosennych – 46 mm, letnich – 78 mm, jesiennych – 53 mm.
| Miesiąc                          | Sty  | Lut  | Mar  | Kwi  | Maj  | Cze  | Lip  | Sie  | Wrz  | Paź  | Lis  | Gru  | Roczna |
| -------------------------------- | ---- | ---- | ---- | ---- | ---- | ---- | ---- | ---- | ---- | ---- | ---- | ---- | ------ |
| Średnie temperatury w dzień [°C] | -3,7 | -2,3 | 2,6  | 10,9 | 18,1 | 21,3 | 22,3 | 21,8 | 16,5 | 10,2 | 3,3  | -0,9 | 10     |
| Średnie temperatury w nocy [°C]  | -9,5 | -8,6 | -4,7 | 1,7  | 7,3  | 11   | 12,4 | 11,7 | 7,7  | 3,4  | -1,1 | -5,9 | 2,1    |
| Opady deszczu [mm]               | 37   | 31   | 38   | 45   | 55   | 82   | 80   | 72   | 59   | 50   | 50   | 49   | 54     |
| Źródło: Climate-Data.org         |      |      |      |      |      |      |      |      |      |      |      |      |        |

## Układ przestrzenny
W 1623 roku Mołodeczno miało siedem ulic: Ciukomska, Lebiedziewska, Mała Zamkowa, Mińska, Sadowa, Rynkowa, Wielka Zamkowa. W 1651 roku pojawiła się Chożowska. Centrum miasteczka stanowił rynek, gdzie odbywał się handel. W XIX wieku, jak wzmiankuje Słownik geograficzny Królestwa Polskiego, Mołodeczno było nędznie zabudowane. W 1938 roku w mieście istniało dwanaście ulic: Barty, Batorego, Chrystusa, Dąbrowskiego, Jagiellońska, Kościuszki, Lotnicza, Mickiewicza, Piłsudskiego, Słowackiego, Starościṅska, Zamkowa. W centrum znajdował się Plac 3 Maja.
Zgodnie z opisem, sporządzonym po drugiej wojnie światowej, Mołodeczno składało się z oddalonych od siebie osiedli, które łączyły drogi, wiodące przez niezabudowane obszary. Miasto nie miało jeszcze regularnego systemu ulic i dróg. Wyjątek stanowiło Staroje Miesta, poprzecinane ulicami wylotowymi Sawieckaja, Maksima Horkaha, Asipienki.
W dzielnicy Buchowszczyna głównymi arteriami komunikacyjnymi były ulice Rewolucyjna (obecnie Prytyckiego) i Komunistyczna (dzisiaj nie istnieje, brała początek tam, gdzie obecnie rozpoczyna się w Wielki Gościniec – na wysokości dzielnicy Ździemielewo – prowadziła do placu Centralnego, po czym gwałtownie skręcała na północ i prowadziła do torów, wzdłuż dzisiejszej ulicy Wileńskiej, po drugiej stronie torów przechodziła w ulicę Sowiecką). Ulice Rewolucyjna i Komunistyczna łączyły dworzec kolejowy z dzielnicą Staroje Miesta. Na ich skrzyżowaniu znajdował się plac targowy. Główne ulice miasta były brukowane, ich szerokość wahała się od dwunastu do osiemnastu metrów, jezdnia nie przekraczała sześciu metrów. Pozostałe ulice mołodeczańskie były niebrukowane.

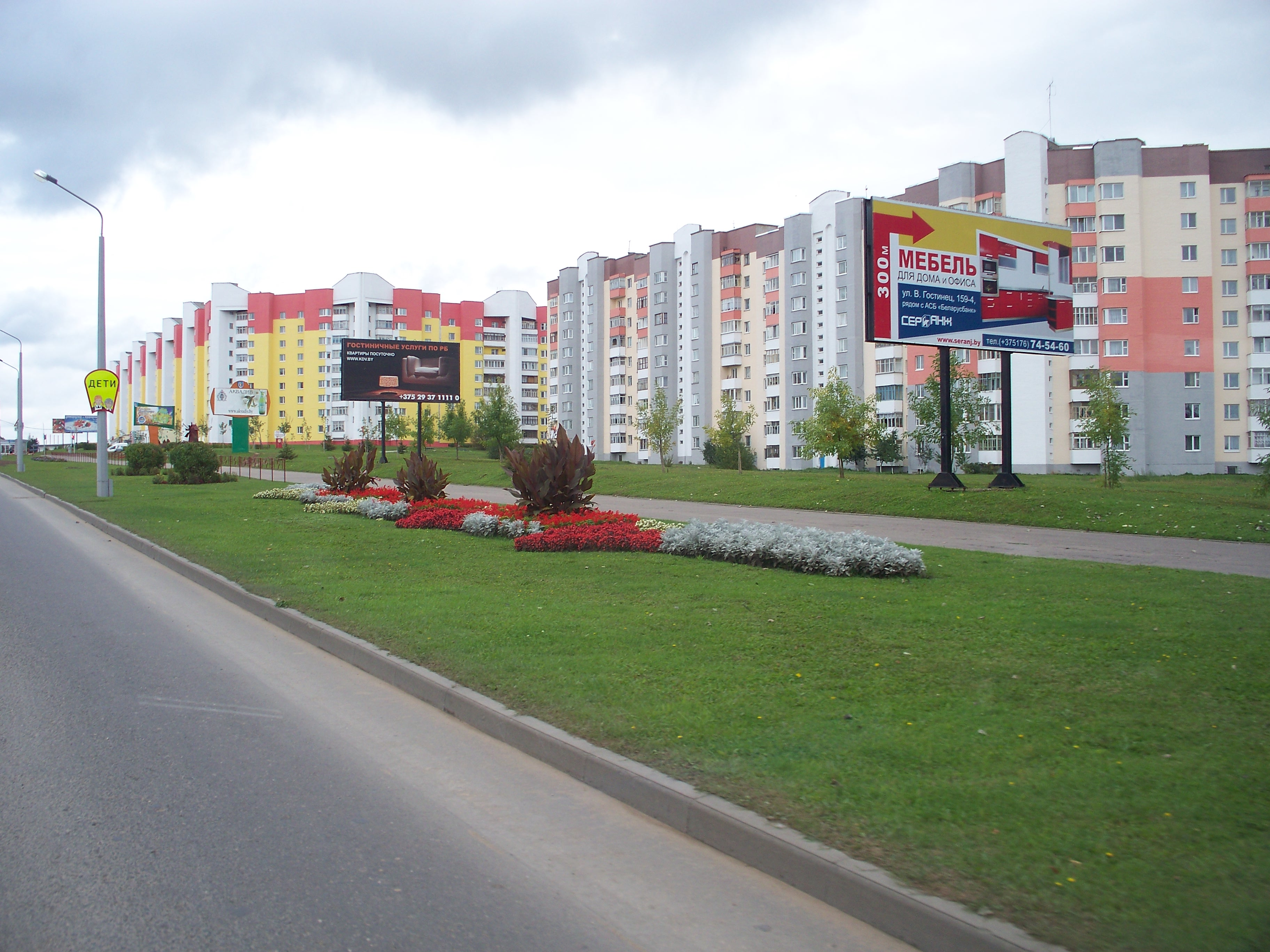
Blokowisko w Mołodecznie

Powierzchnia miasta wynosi 33,49 km². 12,5% obszaru zajmuje przestrzeń budownictwa wielomieszkaniowego, skoncentrowanego głównie w południowej części Mołodeczna. Wydziela się tu cztery duże skupiska kamienic: na zachodzie – dzielnice Hielenowa i Zialony Haradok, w centrum – mikrorejon o pięcio- i dziewięciopiętrowych zabudowaniach oraz mikrorejony nr 1–4. Dalej na wschód znajdują się mikrorejony nr 6 i 10 z przeważnie dziewięciopiętrowymi blokami, za nimi – formujący się mikrorejon nr 11 (Wschodni) o pięciopiętrowych kamienicach. Przestrzeń domków jednorodzinnych zajmuje 29% miasta. Zlokalizowana jest w częściach: północnej – dzielnice Lasnyja, Zaliniejny, zachodniej – Zdziemielewa, Buchauszczyna, wschodniej – Wialikaje Siało, południowo-wschodniej – Sznury oraz północno-wschodniej i wschodniej – dzielnice o zabudowaniu wiejskim.
Przestrzeń publiczną, zajmującą 4,9% miasta i zlokalizowaną głównie w centrum miasta, tworzą obiekty handlowe i urzędowe, które sąsiadują z kilkupiętrowymi kamienicami. Dwa największe skupiska przemysłowe położone są na wschód i zachód od centrum miejskiego i przylegają do torów. Powierzchnia przemysłowa zajmuje 27,8% Mołodeczna. 5,1% powierzchni przeznaczona jest na przestrzeń rekreacyjno-krajobrazową. Składają się na nią skwery miejski, Park Pieramohi w centrum miasta, Park Kamsamolski – na północy, park w miejscu byłej jednostki wojskowej – na zachodzie i powstający park na południowym wschodzie.

## Historia

### Przed rozbiorami
Wykopaliska archeologiczne wykazały, że na terenie obecnego miasta znajdowały się wcześniejsze osady, pochodzące z epoki kultury ceramiki sznurowej.

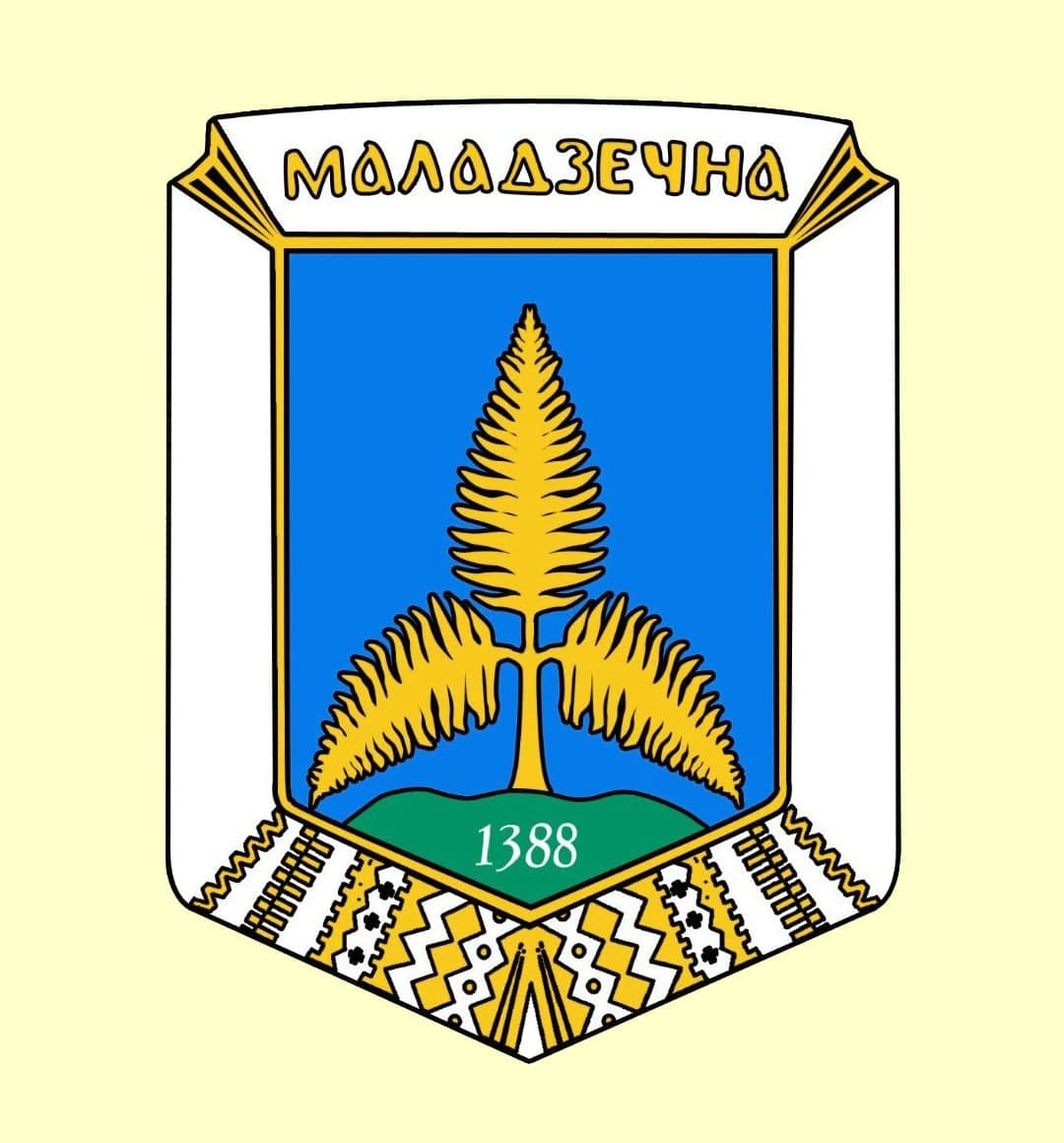
Herb Mołodeczna 1988—1999

Pierwsza historyczna wzmianka o Mołodecznie odnosi się do roku 1388. 16 grudnia 1388 roku Dymitr Korybut Olgierdowicz, książę Nowogrodu Siewierskiego, wydał na zamku w Mołodecznie dokument, zapewniający wierność hołdowniczą Władysławowi II Jagielle i królowej Jadwidze. W średniowiecznych dokumentach Mołodeczno jest nazywane „miejscowością” (tj. miastem), która od roku 1413 do wchodziła w skład województwa wileńskiego.
6 lipca 1501 roku król Polski Aleksander Jagiellończyk nadał dobra Mołodeczna kniaziowi Michałowi Mścisławskiemu pod warunkiem dawania koni pod przejazd posłów i gońców. Nadanie to zostało powtórnie potwierdzone 12 lipca 1511 roku za panowania króla Zygmunta I Starego. Po śmierci Michała Iwanowicza Mścisławskiego około roku 1525 dobra mołodeczańskie zostały podzielone między córki księcia – Nastazję, Teofilę i Agrafienę. Zamek przypadł Nastazji, żonie wojewody witebskiego – kniazia Stefana Zbaraskiego, który odsprzedał go Wasylemu (Bazylemu) Rahozie. W roku 1558 zamek powrócił do rodziny: nabyła go jedna z pozostałych dwóch sióstr, starościna łucka, małżonka kniazia Andrzeja Michałowicza Sanguszki Koszyrskiego. W dokumencie kupna, wystawionym 4 maja 1558 roku, zamek mołodeczański został nazwany uroczyszczem Żelazkowszczyzna. 1 maja 1561 roku starościna łucka zapisała zamek wraz z jedną czwartą częścią Mołodeczna kniahini Bohdanie Mścisławskiej. W roku 1567 całe Mołodeczno przeszło na własność kniahini Nastazji Zbaraskiej, córki kniazia Michała Iwanowicza Mścisławskiego.
W 1567 roku w Mołodecznie odbyły się wstępne rozmowy przedstawicieli Wielkiego Księstwa Litewskiego i Korony Królestwa Polskiego, dotyczące warunków późniejszej unii lubelskiej w 1569 roku.
Według dokumentów w roku 1617 właścicielem Mołodeczna był kanclerz wielki litewski Lew Sapieha, który 20 sierpnia 1621 roku sprzedał dobra Stanisławowi Szemiotowi, podkomorzemu żmudzkiemu. Testamentem Stanisław Szemiot podzielił dobra mołodeczańskie między swoich usynowionych bratanków, synów Wacława Szemiota, z zastrzeżeniem, że spadek ma pozostać w ich rękach pod groźbą utraty dóbr na rzecz rodu Paców. Wacław Szemiot według testamentu otrzymał dożywotnie użytkowanie z zakazem sprzedaży ziemi. Mimo zakazu 16 stycznia 1628 roku Wacław sprzedał dobra mołodeczańskie wojewodzie smoleńskiemu Aleksandrowi Korwinowi Gosiewskiemu za sumę 87 825 złotych polskich, co wywołało długoletni proces sądowy: 18 listopada 1652 roku potomkowie Stanisława Szemiota wnieśli pozew przeciwko Gosiewskim o niesłuszne nabycie dóbr mołodeczańskich. Proces zakończył się podziałem dóbr mołodeczańskich między Gosiewskich, którzy nabyli część od Wacława Szemiota, a Paców, którym ziemie przypadły zgodnie z zapisem w testamencie Stanisława Szemiota. Wzmianki o istnieniu parafii katolickiej w Mołodecznie, która płaciła podymne z dóbr duchownych, sięgają 1653 roku. Kolejny raz parafia wzmiankowana jest w 1669 roku w zestawieniu tzw. Synodu Sapiehy.
W 1708 roku, w okresie wojny północnej (1700-1721), Mołodeczno zajęły wojska szwedzkie.
18 września 1711 roku biskup Bogusław Korwin Gosiewski sprzedał swoje dobra mołodeczańskie Ogińskim. W 1722 roku odziedziczył je Michał Kazimierz Kociełł, podskarbi litewski. W 1736 roku jego syn, Kazimierz, starosta markowski, sporządził testament, według którego dziedziczką miała zostać jego córka, Rozalia, żona Michała Kazimierza Ogińskiego, starosty babinowickiego. 13 maja 1738 roku Rozalia i Kazimierz Ogińscy zapisali swoje dobra mołodeczańskie Tadeuszowi Ogińskiemu, kasztelanowi trockiemu i pisarzowi litewskiemu. 14 czerwca 1740 roku kasztelan połocki Pac, właściciel połowy Mołodeczna, odstąpił swoją część Marcyanowi Michałowi Ogińskiemu, wojewodzie witebskiemu i ojcowi wyżej wspomnianego Tadeusza.
14 listopada 1740 roku król Polski August III Wettyn nadał Tadeuszowi Ogińskiemu przywilej organizowania dwóch targów tygodniowo – w piątek i niedzielę – oraz dwóch jarmarków rocznie – 22 (9) maja na świętego Mikołaja i 14 (1) października na Pokrowę.
19 stycznia 1744 roku Marcyan Michał Ogiński przekazał swoje dobra mołodeczańskie Rafałowi Alojzemu Oskierce i jego żonie Teresie z Ogińskich, którzy rok później ustąpili je Tadeuszowi Ogińskiemu. Dzięki fundacji Tadeusza Ogińskiego w mieście zbudowano kościół parafialny, oddany w roku 1762 ojcom trynitarzom.
3 grudnia 1747 roku biskup wileński Michał Jan Zienkowicz pozwolił na wystawienie w Mołodeczno szkoły żydowskiej i nadał miastu prawo do chowania zmarłych. W 1753 roku z fundacji Ogińskich zbudowano w Mołodecznie drewniany kościół katolicki pod wezwaniem Narodzenia Najświętszej Marii Panny. W 1762 roku osadzono w Mołodecznie zakon trynitarzy, a w 1777 roku rozpoczęto budowę dla nich murowanego klasztoru.
W 1783 roku, po śmierci Tadeusza Ogińskiego, właścicielem Mołodeczna został jego syn, Franciszek Ksawery, kuchmistrz litewski. W 1811 roku dzięki staraniom Franciszka Ogińskiego do Mołodeczna przeniesiono z Bobrujska gimnazjum, zamienione w 1863 roku w seminarium nauczycieli wiejskich wyznania prawosławnego. Gimnazjum mołodeczańskie ukończyli m.in. Aleksander Tyszyński, krytyk i profesor Szkoły Głównej Warszawskiej, oraz Antoni Muchliński, orientalista, profesor i dziekan Uniwersytetu Petersburskiego.

### Pod zaborami
W wyniki II rozbioru Rzeczypospolitej Obojga Narodów w roku 1793, Mołodeczno weszło w skład Imperium Rosyjskiego (powiat wilejski). Od 1809 roku w części klasztoru trynitarzy działała szkoła.
W 1812 roku przez Mołodeczno przemaszerowały wojska napoleońskie, wracając spod Moskwy. Cesarz Francuzów zatrzymał się w pałacu Ogińskich, przenocował tu i porzucił resztki Wielkiej Armii pod wodzą marszałka Claude’a Victora-Perrina, które zostały rozbite 4 grudnia 1812 roku.
W 1819 roku sukcesję po Franciszku Ogińskim przejął jego potomek, Michał Kleofas (1765-1833), podskarbi litewski i senator Imperium Rosyjskiego oraz kompozytor a obecnie patron kolegium muzycznego w Mołodecznie. W 2001 roku w mieście postawiono na jego cześć pomnik autorstwa F. Januszkiewicza.

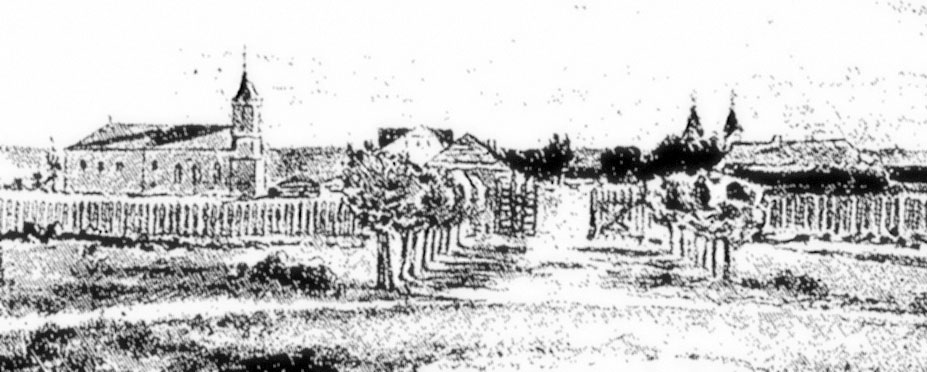
Mołodeczno w XIX w.

W 1830 roku, od wybuchu powstania listopadowego, mieszkańcy Mołodeczna włączyli się do czynnych walk o niepodległość. W 1831 roku na ziemi mołodeczańskiej walczył oddział powstańców pod dowództwem I. Gicewicza i A. Wołodkowicza. Większą część oddziału stanowili uczniowie miejscowego gimnazjum. Wsparcia finansowego powstańcom udzielił rektor gimnazjum Dulski. Po upadku powstania ród Ogińskich popadł w długi. Dobra mołodeczańskie zostały podzielone na wiele części między Janem Konstantym Tyszkiewiczem, Adamem Łopacińskim (następnie jego sukcesorką – Aliną Niezabytowską), Modzelewskich, Raczkowskich, Burzymowskich, Berkmanów. Po upadku powstania listopadowego klasztor trynitarzy został skasowany.
W okresie powstania styczniowego (1863-1864) do szeregu powstańców zgłosili się studenci seminarium nauczycieli wiejskich.
W 1905 roku pracownicy stacji kolejowej wzięli udział w rewolucji. Podczas Październikowego ogólnorosyjskiego strajku robotnicy ogłosili przestój w pracy i zorganizowali manifestację mieszkańców Mołodeczna w Rynku. Stacja kolejowa była również centrum działalności miejscowej komórki Socjaldemokratycznej Partii Robotniczej Rosji, która współpracowała z analogicznymi organizacjami w Smorgoni, Radoszkowiczach i Wilejce, szerząc propagandę rewolucyjną wśród robotników.

### I wojna światowa i okres wojny polsko-bolszewickiej

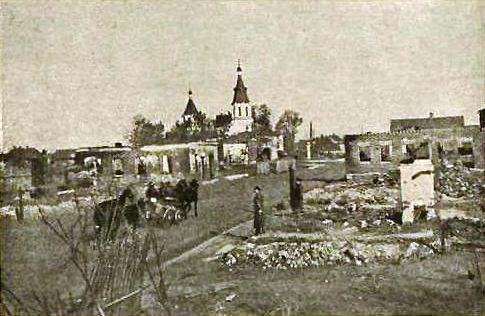
Zniszczone Mołodeczno w czasie I wojny światowej

Podczas I wojny światowej w pobliżu Mołodeczna stacjonował 170 Mołodeczański pułk piechoty 10 carskiej Armii Frontu Zachodniego. Sztab wojskowy znajdował się w budynku seminarium nauczycielskiego.
W 1916 roku w miejscowej piekarni garnizonu mołodeckiego zaczęła działalność bolszewicka komórka partyjna. Przewidując, że w razie wybuchu rewolucji bolszewickiej i obalenia Rządu Tymczasowego w Rosji rej będą wodzić wojskowi, spiskowcy szerzyli propagandę wśród żołnierzy 170 Mołodeczańskiego pułku piechoty. W listopadzie 1917 roku na zjeździe SDPRR przyjęto rezolucję: cała władza w ręce Rad. Zjazd kolejarzy tydzień później poparł postanowienie bolszewików. Władza Rad utrzymała się do 18 lutego 1918 roku, ponieważ Mołodeczno zajęły wojska cesarza Wilhelma II. Na wieść, że w Niemczech wybuchła rewolucja listopadowa, okupanci opuścili miasto, a władzę ponownie zagarnęli bolszewicy.
4 lipca 1919 roku, w okresie walk polsko-bolszewickich (1919–1921), Mołodeczno zostało zajęte przez Wojsko Polskie, którym dowodził generał Stanisław Szeptycki. Kiedy nastąpiła kontrofensywa Armii Czerwonej, miasto ponownie znalazło się pod okupacją radziecką. 12 października 1920 Mołodeczno ponownie zostało zajęte przez WP. Traktat ryski z 18 marca 1921 roku ustabilizował granicę polsko-radziecką: Mołodeczno przeszło pod jurysdykcję Polski jako siedziba wiejskiej gminy, należącej do powiatu wilejskiego województwa nowogródzkiego.

### Mołodeczno w okresie II Rzeczypospolitej
| Przedmiot          | Wykładowca                    |
| ------------------ | ----------------------------- |
| Fizyka             | Wacław Witkiewicz             |
| Historia           | Antoni Ancewicz               |
| Geografia          | Zofia Zykowska                |
| Gimnastyka         | Jan Kaliszek                  |
| Język francuski    | Teofilia Rymsza-Borozdziczowa |
| Język polski       | Julian Szwed                  |
| Łacina             | Zofia Zykowska                |
| Matematyka         | Wacław Witkiewicz             |
| Plastyka           | Eugenia Aleksandrowicz        |
| Śpiew              | Tomasz Radziszewski           |
| Zasady katolicyzmu |                               |
| Zasady prawosławia |                               |

13 kwietnia 1922 roku weszła w życie ustawa o objęciu władzy państwowej nad Ziemią Wileńską. W ramach przekształceń administracyjnych z województwa nowogródzkiego wyłączony został między innymi powiat wilejski z Mołodecznem, nad którym władzę administracyjną przejęła Ziemia Wileńska.
13 kwietnia 1922 roku weszła w życie ustawa o objęciu władzy państwowej nad Ziemią Wileńską. W ramach przekształceń administracyjnych z województwa nowogródzkiego wyłączony został między innymi powiat wilejski z Mołodecznem, nad którym władzę administracyjną przejęła Ziemia Wileńska.
Na mocy Rozporządzenia Rady Ministrów Mołodeczno zostało 1 kwietnia 1927 r. siedzibą powiatu mołodeckiego.
Podług spisu miast Rzeczypospolitej z 1927 roku Mołodeczno było również centrum wiejskiej gminy Mołodeczno z wójtem I. Ganem na czele. Przez miejscowość biegły linie kolejowe Lida-Królewszczyzna i Wilno-Olechnowicze. Mołodeczno posiadało pocztę, linię telefoniczną i telegraf przy ulicy Zamkowej. W mieście urzędował starosta Jerzy Suchorski, po nim – Jan Janusz Piekutowski. W trzykondygnacyjnym budynku starostwa, przy ulicy Libawo-Romieńskiej, mieściła się kancelaria urzędu, inspektorat szkolny, oddział wojskowy, sąd ziemski, archiwum, komisariaty administracyjny, penitencjarny, kulturowy, oświatowy i ziemski oraz gabinety powiatowego lekarza i weterynarza. Życie społeczne Mołodeczna skupione było wokół placu 3 Maja – na Starym Mieście w Rynku. Wokół placu ulokowane były parafia katolicka św. Kazimierza (proboszcz – Longin Iwańczyk) i prawosławna (batiuszka – Józef Morozow) oraz synagoga (rabin – Mowsza Abramowicz), a także apteki i zakład typograficzny. Przy ulicy Zamkowej znajdowały się sztab 86 pułku piechoty, gabinety położnych (Anna Pawłowska, Gita Kopelowicz), dentysty (Fania Gurian), notariusza (Stanisław Chrząstowski), biblioteka, dom ludowy. Na ulicy Gminnej znajdował się szpital. Przy kościele znajdowało się gimnazjum imienia Tomasza Zana, którego dyrektorem był Tadeusz Jacuński, brat m.in. Antoniego Jacuńskiego i Janicy Szymańskiej.
21 maja 1929 r. na mocy rozporządzenia Rady Ministrów z dnia 26 kwietnia 1929 roku osadę Mołodeczno zaliczono w poczet miast, z równoczesnym włączeniem w jej granice administracyjne kilku miejscowości z gminy wiejskiej Mołodeczno. Były to: wieś Buchowszczyna, wieś i folwark Buchowszczyna Nowa, folwark Mołodeczno, folwark i zaścianek Helenowo, kolonia Zawań, zaścianek Tywidówka, zaścianek Cywidówka.
Od września 1922 do września 1939 w Helenowie stacjonował 86 pułk piechoty. W kampanii wrześniowej 1939 pułk walczył w składzie 19 Dywizji Piechoty.

### Mołodeczno w granicach ZSRR

#### II wojna światowa
W związku z realizacją postanowień traktatu Ribbentrop-Mołotow pomiędzy ZSRR i III Rzeszą, wojska Armii Czerwonej przekroczyły polską granicę i 17 września 1939 roku zajęły Mołodeczno. Pod okupacją sowiecką miasto włączono w skład Białoruskiej Socjalistycznej Republiki Radzieckiej. 15 stycznia 1940 roku miasto zostało centrum rejonu w ramach obwodu wilejskiego.
25 czerwca 1941 roku Mołodeczno zostało zajęte przez wojska hitlerowskie. Od lipca tegoż roku w północno-wschodniej części miasta, przy ulicy Maksima Gorkiego (Zamkowej), został utworzony Stalag Nr 342 – obóz jeniecki. Lagier mieścił maksymalnie do trzydziestu tysięcy więźniów. Do czerwca 1944 roku w obozie zginęło 33 150 osób.
Od lipca 1941 roku do końca 1942 roku w Mołodecznie istniało getto dla około trzech tysięcy Żydów. W październiku 1942 roku dzielnica żydowska została zlikwidowana, a jej mieszkańcy wywiezieni za miasto w stronę Wilejki i rozstrzelani.
W czasie II wojny światowej zniszczone bądź spalone zostały 363 budynki mieszkalne i 755 użytkowych, dwa drewniane budynki szpitalne na 80 łóżek i lecznica chorób zakaźnych na 40 łóżek, budynki przychodni, polikliniki dziecięcej i konsultacji dla kobiet, budynek sanepidu i piętrowa miejska apteka, budynek żłobka na 40 miejsc i dwie szkoły. Zburzony został mołodeczański węzeł kolejowy: mieszkania kolejarzy, instalacje sanitarne i elektryczne, kolejowy klub i przychodnia oraz budynki diagnostyczno-naprawcze dla wagonów i lokomotyw. W czasie okupacji niemieckiej miasto było siedzibą Obwodu Armii Krajowej.
Miasto zostało zajęte 5 lipca 1944 roku przez wojska 3 Frontu Białoruskiego pod dowództwem generała Iwana Czerniachowskiego. Wkrótce dokonano zmian administracyjnych, tj. zniesiono obwód wilejski i utworzono obwód mołodecki. Na taką zmianę administracyjną wpłynęło kilka czynników. Po pierwsze, Wilejka trzydzieści lat później (w roku 1904) niż Mołodeczno otrzymała połączenie kolejowe, więc przez prawie trzy dekady Mołodeczno rozwijało się prężniej pod względem ekonomiczno-demograficznym. Po drugie, w okresie II wojny światowej w Wilejce zostało zgładzonych ponad 6600 mieszkańców, co prawie wyludniło miasto.

#### Mołodeczno w pierwszych latach po wojnie

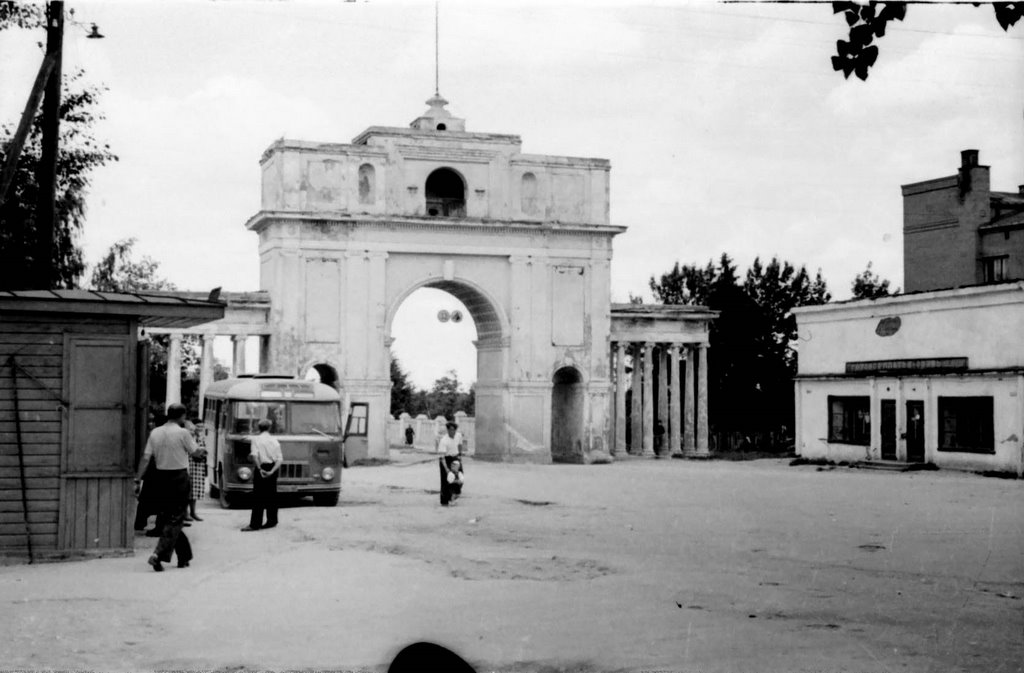
Mołodeczno w latach 50.

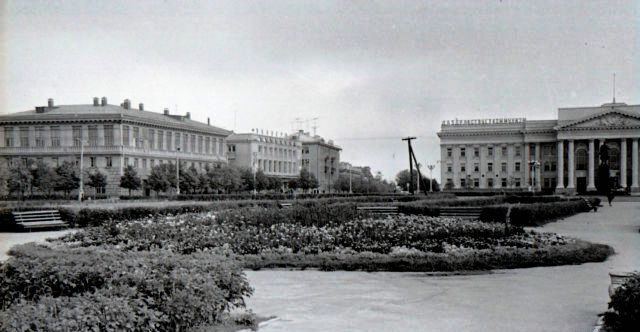
Plac Centralny

20 października 1944 roku zebrało się pierwsze powojenne posiedzenie mołodeczańskiej miejskiej rady, na którym powołano władze miasta: przewodniczący – A. Ponomarew, jego zastępca – P. Sadonin, administrator gospodarki komunalnej – M. Kaczkan, sekretarz komitetu wykonawczego – F. Struj. 14 listopada 1944 roku, podczas sesji rady miejskiej uchwalono decyzję o odbudowaniu miasta i udziale w tym procesie ludzi pracy.
W 1946 roku został sporządzony przez instytut planowania urbanistycznego opis Mołodeczna. Według niego miasto składało się z czterech osiedli: Starego Miasta (północno-wschodnia część Mołodeczna), Buchowszczyny (na południu od węzła kolejowego), Helenowa – byłego miasteczka wojskowego (południowa część miasta) oraz Nowego Świata (na północy od kolei żelaznej).

##### Przemysł
Główne skupisko miejskich zakładów przemysłowych znajdowało się w dzielnicy Staroje Miesta. W centrum dzielnicy mieściło się przetwórnia mleczna. Przy ulicy M. Gorkiego (Zamkowej) znajdował się zakład litowo-mechaniczny, zajmujący budynek byłego seminarium nauczycielskiego. W pobliżu szpitala i budynków mieszkalnych była ulokowana przetwórnia mięsna „Zagotskot”. Przy wyjeździe z Mołodeczna, na końcu ulicy Osipienki, znajdował się młyn. Na wschód od Starego Miasta, przy wyjeździe na Mińsk znajdowała się stacja dystrybucji paliw i spichlerz „Zagotzerno”. W południowej części miasta – Helenowie – mieściły się piekarnia państwowa i elektrownia.

##### System sanitarny
Mieszkańcy dzielnicy Helenowo byli zaopatrywani w wodę przy pomocy wodociągu i pompy, pobierającej wodę z trzech studzien. W Buchowszczynie i Nowym Świecie pobierano wodę za pomocą pompy, zbudowanej nad Uszą. W dzielnicy Stare Miasto istniały szyb wodny na terenie miasteczka wojskowego i dwieście trzydzieści pięć studzien.
Miejski system kanalizacyjny został zniszczony podczas wojny, dlatego w Mołodecznie działał transport asenizacyjny, składający się z dwóch zaprzęgów konnych. Nieczystości wywożono na pola asenizacyjne – w kierunku północno-wschodnim, w odległości pięciu kilometrów od miasta.
W mieście działała łaźnia publiczna, położona na brzegu Mołodeczanki przy ulicy Lewaniewskiego (obecnie nie istnieje, została zintegrowana z ulicą Janki Kupały). Druga łaźnia znajdowała się w dzielnicy Nowy Świat i była przeznaczona dla kolejarzy.
Miasto miało pięć cmentarzy, z których trzy (katolicki – obecnie jest zamknięty, prawosławny – został zrównany z ziemią i żydowski – zniszczony podczas wojny, obszar został przeznaczony na poligon wojskowy) znajdowały się w dzielnicy Staroje Miesta. Cmentarz wojskowy był położony na północ od stacji kolejowej. W 1947 roku został wydzielony obszar pod nowy cmentarz – obok starego katolickiego.

##### Budynki publiczne i mieszkalne

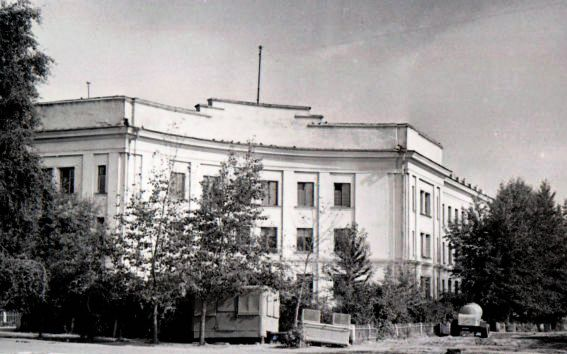
Kolegium Muzyczne

Do powojennych budynków reprezentacyjnych zaliczały się dworzec kolejowy i były gmach starostwa, położony przy ulicy Leninowskiej (obecnie Libawo-Romieńska). Instytucje administracyjne i placówki kulturalne znajdowały się w Helenowie. Obiekty o charakterze kulturalno-oświatowym i uczelnie znajdowały się w zagospodarowanych gmachach: dla instytutu nauczycielskiego przeznaczono budynek byłej szkoły średniej przy ulicy Sowieckiej, miejski kinoteatr, klub kolejowy i biblioteka mieściły się przy ulicy Rewolucyjnej (Prytyckiego), szkoły mołodeczańskie ulokowano w byłych budynkach mieszkalnych. Dla domu kultury socjalistycznej przeznaczono były klub „Helenowo”.
Mieszkalna zabudowa miasta składała się w większości z parterowych drewnianych domów. Wyjątkiem była dzielnica Helenowa z murowanymi dwu- lub trzykondygnacyjnymi blokami. Na około 7,1 mieszkańców powojennego Mołodeczno przypadał metraż 3,7 kilometrów kwadratowych. Generalny plan zabudowy Mołodeczna zakładał odbudowę i rozwój urbanistyki miejskiej do 1955 roku oraz projekty długoterminowe do 1970 roku. Planując rozbudowę miasta, zakładano, że w roku 1970 osiągnie ono 39 090 mieszkańców.
Od roku 1960 należy do obwodu mińskiego.

### XXI wiek
W latach 2001–2024 Mołodeczno przechodziło przemiany administracyjne, kulturalne i polityczne. W 2005 roku połączono miasto z rejonem w jedną jednostkę administracyjno-terytorialną . W tym okresie rozwijano infrastrukturę kultury – otwarto Pałac Kultury (2002) , a Mołodeczno ogłoszono Kulturalną Stolicą Białorusi (2016) . W 2011 roku uruchomiono regionalny portal informacyjny „Kraj.by” , który do 2023 roku przeszedł pod kontrolę państwa .
W 2011 roku miasto było gospodarzem ogólnobiałoruskiego festiwalu „Dażynki” . W 2020 roku Mołodeczno było jednym z ośrodków protestów powyborczych. W ich następstwie doszło do masowych represji, a część mieszkańców uznano zatrzymano . W 2021 roku władze zlikwidowały niezależną gazetę „Rehijanalnaja hazieta” .
We współczesnym Mołodecznie działa ponad 20 instytucji kultury i sztuki, w tym Miński Obwodowy Muzeum Krajoznawcze, Miński Obwodowy Teatr Dramatyczny oraz Miński Obwodowy Teatr Lalek „Batlejka”. Na scenach Pałacu Kultury i Letniego Amfiteatru odbywa się rocznie około 500 wydarzeń kulturalnych. Odbywają się tu Republikański Festiwal Białoruskiej Pieśni i Poezji, Republikański Festiwal Teatralny „Maładzieczanskaja sakawica”, obwodowe święta „Maładzieczanski kirmasz” oraz konkurs mody „Złote Nożyczki”. W mieście rozgrywane są finały mistrzostw i Pucharów Białorusi w siatkówce, koszykówce i piłce ręcznej. W mieście i okolicach działają zakłady przemysłu maszynowego i obróbki metali, elektrotechnicznego, drzewnego, lekkiego, spożywczego, materiałów budowlanych, meblarskiego, perfumeryjnego i ceramicznego .

## Demografia
Najwcześniejsza informacja o liczbie ludności w Mołodecznie odnosi się do 1501 roku, w miejscowości mieszkało wówczas 882 osoby. W 1623 roku miejscowość miała ponad tysiąc mieszkańców, w XIX wieku – około 1332 (629 mężczyzn, 703 kobiety, w większości Żydów). W 1847 roku w mieście było 251 wyznawców religii mojżeszowej.
Do rozwoju demograficznego Mołodeczna przyczyniło się powstanie Kolei Libawo-Romieńskiej. Spis ludności z 1897 roku odnotował liczbę 2393. W 1921 roku Pierwszy Powszechny Spis Ludności wykazał 1997 mieszkańców (952 mężczyzn, 1045 kobiet, 330 katolików rzymskich, 1301 prawosławnych, 2 ewangelików, 7 osób innego wyznania chrześcijańskiego, 357 wyznawców judaizmu, 1229 Białorusinów, 432 Polaków, 329 Żydów, 7 osób innej narodowości). Według Drugiego Powszechnego Spisu Ludności w 1931 roku Mołodeczno zamieszkiwały 5964 osoby. Przed rozpoczęciem drugiej wojny światowej liczba mieszkańców wzrosła do około 6,6 tysiąca.
Na 1 stycznia 1941 roku miasto miało około 9,5 tysiąca mieszkańców. Wskutek trzyletniej okupacji liczba ludności zmniejszyła się dwukrotnie. Po wojnie nastąpił jej wzrost i już spis ludności ZSRR 1959 roku odnotował 28 384 mieszkańców: 13 047 mężczyzn i 15 337 kobiet (Wielka Encyklopedia Radziecka podaje około 26,3 tysiąca). Spis z 1970 roku wskazał 50 413 osób: 23 091 mężczyzn, 27 322 kobiety, Wielka Encyklopedia Radziecka podaje około 58 tysięcy mieszkańców w 1973 roku, w 1979 roku – 72 612 (33 829 mężczyzn, 38 783 kobiet), a w 1989 roku – 91 726: 43 173 mężczyzn i 48 553 kobiety (według innych źródeł 90,3 tysiąca osób).
W 1991 roku w Mołodecznie mieszkało około 93,5 tysiąca osób. W 1999 roku było to około 96,6 tysiąca (dane przybliżone na podstawie spisu ludności 1999 roku, podane na potrzeby komunikatu prasowego z 2010 roku). W 2004 roku liczba wzrosła do około 98,4 tysiąca. Na początku 2007 roku wynosiła ona 98 432 osób. Spis ludności 2009 roku wykazał 94 282 mieszkańców (42 947 mężczyzn, 51 335 kobiet). Stan na początek 2011 roku – 93 885 mieszkańców, 2012 roku – 93 736, 2013 roku – 93 802, 2014 roku – 94 155, 2015 roku – 94 686. Według spisu w 2023 roku nastąpił spadek liczby ludności w Mołodecznie, wyniosła ona 89 268 mieszkańców. 2025 rok – 88 290.

## Gospodarka
Według danych z 2008 roku Mołodeczno liczyło dwadzieścia jeden państwowych zakładów przemysłowych, działających w siedmiu branżach: elektrotechnicznej, spożywczej, tekstylnej, budowlanej, metalurgicznej, medycznej oraz meblarskiej. Ponadto w mieście zarejestrowano trzydzieści dwa prywatne zakłady przemysłowe.

## Transport

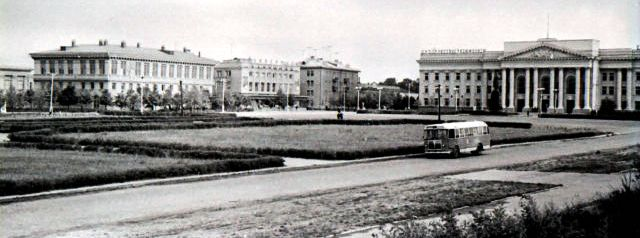
Autobus miejski z połowy XX wieku

Przez Mołodeczno przebiegają trzy drogi krajowe: Р28 Mińsk–Mołodeczno–Narocz, Р56 Mołodeczno–Wołożyn, Р106 Mołodeczno–Smorgonie.
Mołodeczno ma własną baze transportu samochodowego. 20 września 1946 roku w dzielnicy Wialikaje Siało powstała baza samochodowa nr 2 z liczbą samochodów 18 i możliwością przewozu 10 tysięcy ton ładunku rocznie. Dwa lata później do bazy przekazano z Mińska trzy autobusy GAZ-03230 o pojemności 16 miejsc, którymi przewożono pasażerów na linii Płoszcza Swabody–Dom Kultury. W 1950 roku w mieście pojawiły się autobusy ZiŁ-155 i dwie taksówki M-20 Pobieda. W 1953 roku w bazie było 156 jednostek transportu, rocznie przewożona do 215 tysięcy ton ładunku. 1 sierpnia 1955 roku z bazy wydzielono 144-osobowe biuro pasażerskie, pod zarządem którego znalazło się 12 autobusów, 8 taksówek osobowych i ciężarowych. Powstały dwie linie autobusowe, na których kursowało 5 autobusów. Zaczęły powstawać także linie międzymiastowe i międzynarodowe. W kwietniu 1960 roku biuro przekształcono w zajezdnię, przemianiowaną 1 kwietnia 1987 roku w Zajezdnię Autobusową nr 4. W sierpniu 2000 roku zajezdnia obsługiwała 23 linii międzynarodowych, 26 międzymiastowych, 11 miejskich. W 2005 roku przyłączono do niej zajezdnię transportu ciężarowego nr 2, a 1 października 2011 roku – miadziolską Zajezdnię Samochodową nr 4. W 2015 rok zajezdnia, jako filia Minabłautaransu, na stanie której znajduje się 140 autobusów, 72 samochody ciężarowe, 5 osobowych, odsługuje 17 połączeń pasażerskich międzynarodowych (Belgia, Bułgaria, Czarnogóra, Czechy, Francja, Niderlandy, Niemcy, Polska, Rosja, Słowacja, Ukraina), 5 ciężarowych międzynarodowych (Dania, Francja, Litwa, Niemcy, Rosja), 66 międzymiastowych, 25 linii miejskich.
Dworzec autobusowy zlokalizowany jest przy ulicy Libawa-Romiejskiej.

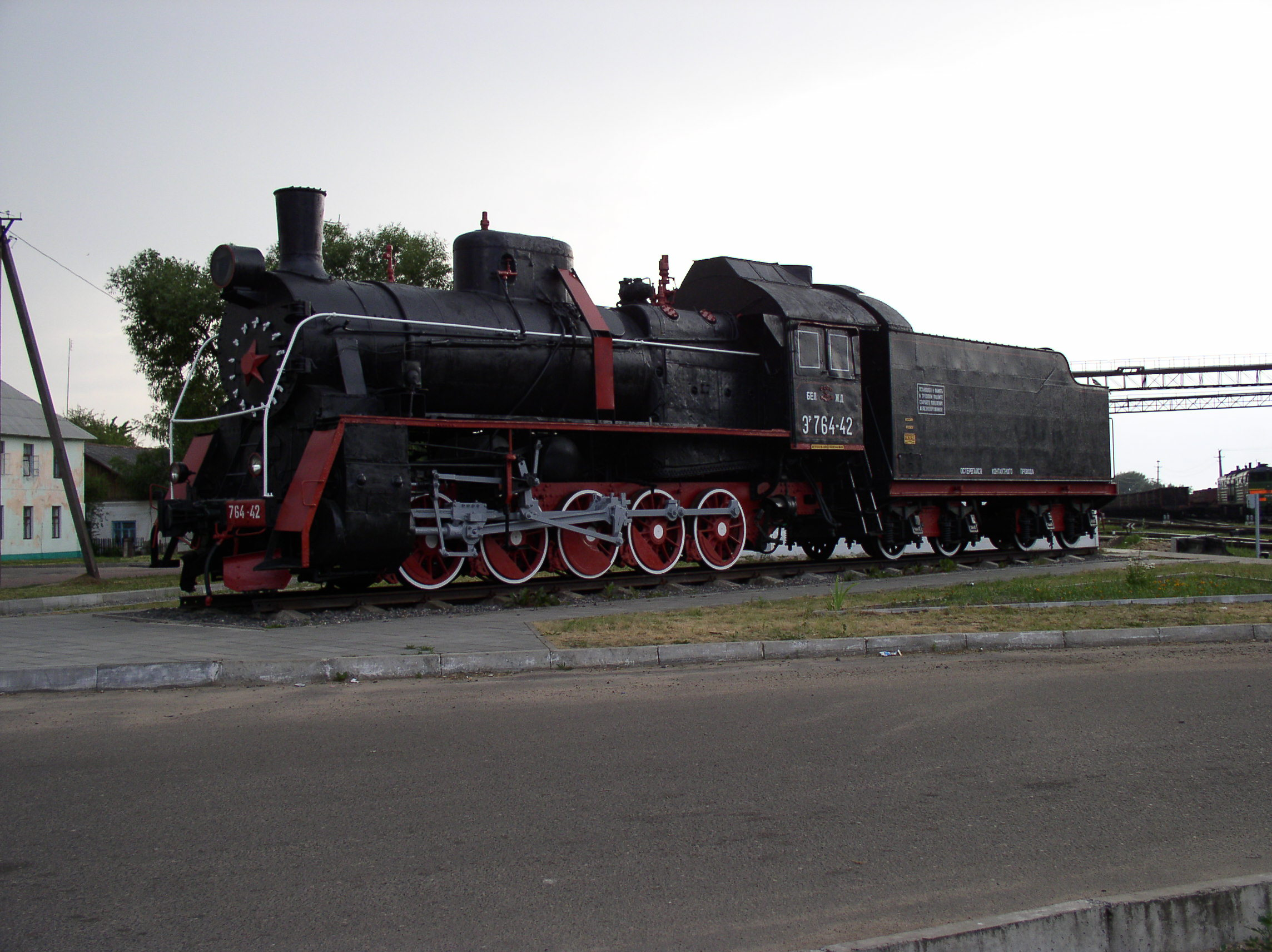
Parowóz-pomnik typu 3^{P}764-42

Mołodeczno jest jednym z głównych węzłów kolejowych Białorusi, ze stacją Mołodeczno. W latach siedemdziesiątych XIX wieku w ramach powstającej kolei Libawo-Romieńskiej, łączącej ziemie białoruskie z Ukrainą z Morzem Bałtyckim, zbudowano stację kolejową, co przyczyniło się do gospodarczego rozwoju miasta. Pierwszy pociąg odjechał z Mołodeczna 14 stycznia 1873 roku. Na początku XX wieku przez Mołodeczno pociągnięto linię warszawsko-petersburską. Pierwsza poczekalnia znajdowała się w odległości około 64 m od peronu, w 1906 roku powstał dworzec kolejowy. W 1917 roku zakończyło się przekształcanie stacji Mołodeczno w węzeł kolejowy, składający się ze stacji pasażerskiej Mołodeczno-1 i towarowej Mołodeczno-2. Po drugiej wojnie światowej stacja została odnowiona, a w 1953 roku zbudowano osobne kasy biletowe dla pasażerów pociągów osobowych. Kolejny remont przeprowadzono w 1965 roku. W 1969 roku zakończono elektryfikację linii kolejowej. W latach 1975–1977 wzniesiono ceglane budynki kas biletowych i oddziału bagażowego. W 1998 roku utworzono kasę dla połączeń międzynarodowych. Następne modernizacje stacji przeprowadzono w latach 2003–2011. W 2001 roku w kierunku Mińska – na wysokości mikrorejonów 6, 10, 11 – powstał przystanek Fiestywalny, obsługujący podróżujących pociągami osobowymi Mińsk–Mołodeczno.
Przez Mołodeczno realizowane są połączenia regionalne do Grodna, Mińska, Mohylewa, Połocka, Witebska oraz połączenia międzynarodowe do Adlera, Czelabińska, Królewca, Moskwy, Petersburga, Rygi, Wilna. Lokalne pociągi osobowe ze stacji Mołodeczno kursują w czterech kierunkach:
1. Mińsk,
2. Smorgonie, Gudogaj,
3. Wołożyn, Lida,
4. Wilejka, Postawy (przez Królewczyznę), Połock[64].

## Edukacja

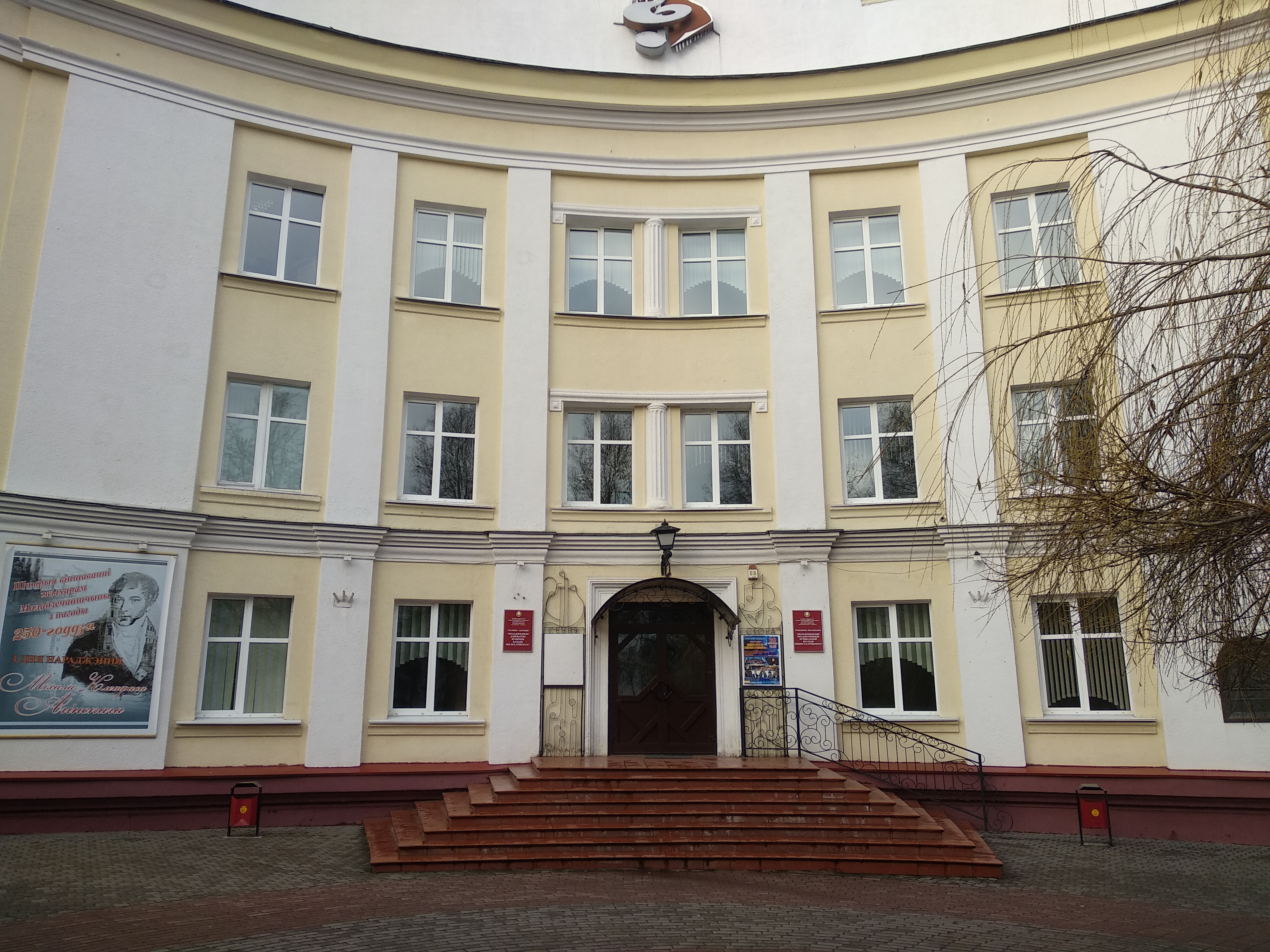
Kolegium Muzyczne

Mołodeczański wydział oświaty sprawuje nadzór nad pięcioma sekcjami, działającymi w dziedzinie wychowania i edukacji:
1. ochrony dzieciństwa,
2. pedagogiki przedszkolnej,
3. edukacji średniej, w tym specjalnej,
4. wychowania ideologicznego,
5. metodyki[65].

Na terenie miasta działa czterdzieści dziewięć placówek edukacyjnych. W ramach pracy sekcji ochrony dzieciństwa prowadzi działalność Przedszkolne Centrum Rozwoju Dziecka. Sekcja pedagogiki przedszkolnej pełni nadzór nad 27 żłobkami wraz z przedszkolami, w tym jedną placówką o charakterze sanatorium. Szkolnictwo średnie w Mołodecznie znajduje się pod opieką sekcji edukacji średniej, w tym specjalnej. Miasto posiada czternaście szkół średnich: sześć o profilu ogólnym, trzy gimnazja, jedno liceum, szkoła o profilu plastycznym, gimnazjum-kolegium sztuk, szkoła o profilu sportowo-estetycznym oraz szkoła wieczorowa. W gimnazjum nr 10 – przedtem Białoruskim Gimnazjum Mołodeczańskim – zajęcia prowadzone były wyłącznie w języku białoruskim. Obecnie placówka ma jedynie formalnie status szkoły białoruskojęzycznej. W ramach pracy sekcji wychowania ideologicznego działają dwie szkoły sportowe. Sekcja metodyki sprawuje opiekę nad pracą Socjalno-Pedagogicznego Centrum Rejonu Mołodeczańskiego, Centrum Kształcenia Korekcyjno-Rozwojowego i Rehabilitacji oraz Centrum Twórczości Dzieci i Młodzieży.
Ponadto Mołodeczno posiada sześć kolegiów, w tym medyczne, politechniczne, handlowo-ekonomiczne i muzyczne. Absolwentami Mołodeczańskiego Kolegium Muzycznego są między innymi W. Prołat – solista Praskiej Opery Narodowej, J. Chodorkin – solista Teatru Operowego w Jekaterynburgu, L. Kołas – laureat międzynarodowego konkursu wokalistów im. Glinki i J. Antonow – rosyjski piosenkarz estradowy i kompozytor.

## Kultura

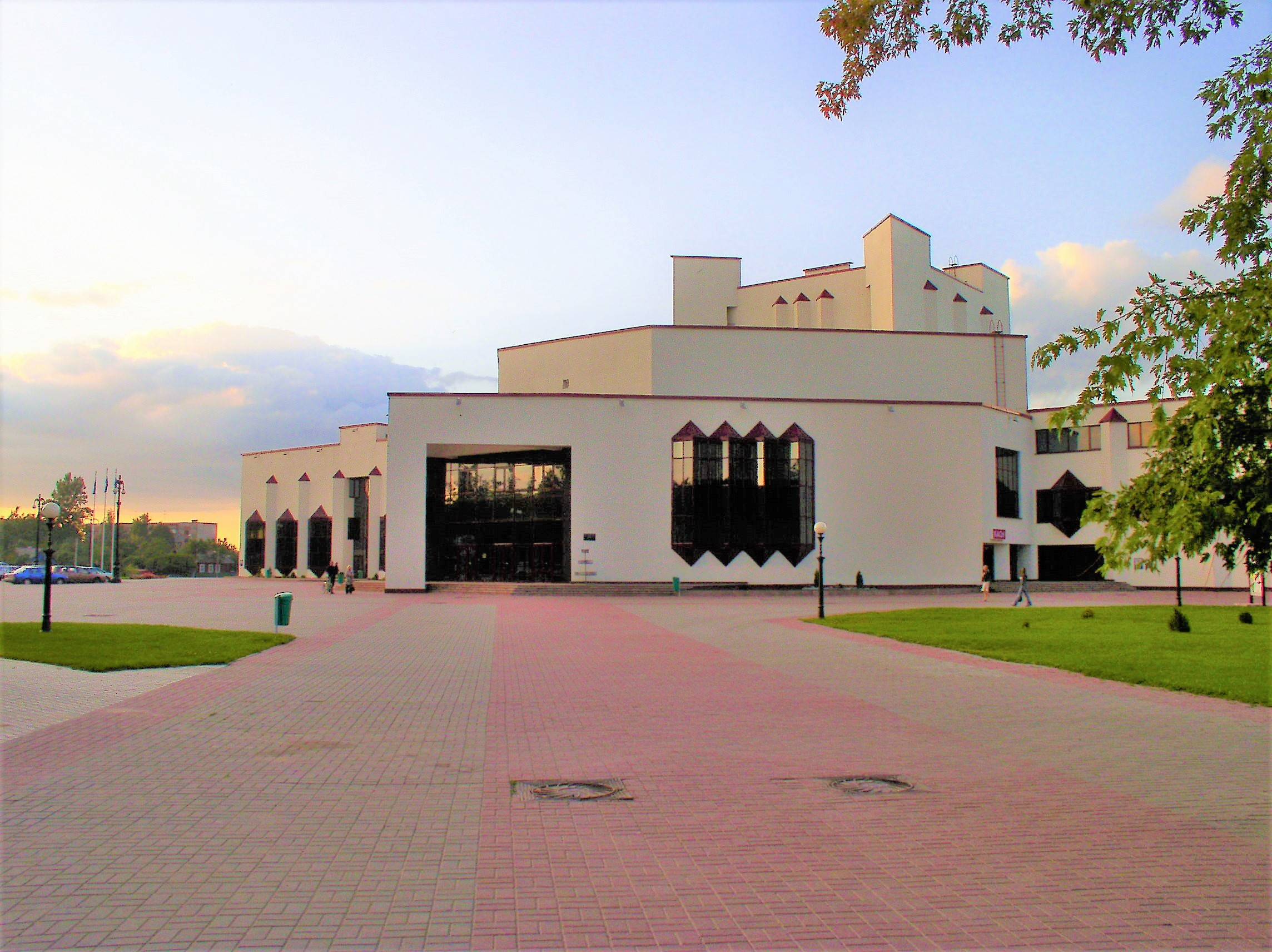
Pałac Kultury

Od 1993 roku raz na dwa lata w mieście organizowany jest ogólnorepublikański festiwal poezji i piosenki białoruskiej „Mołodeczno”. Na trwającym przez kilka dni festiwalu prezentowany jest dorobek języka białoruskiego różnych pokoleń. Regularnie odbywa się również koncert „Gwiazdy Mołodeczna”. Co roku organizowany jest republikański festiwal teatralny „Przedwiośnie Mołodeczańskie”. W mieście co roku odbywa się ponad trzydzieści imprez kulturalnych. W tradycji zakorzeniły się obchody święta Kiermasz Mołodeczański i konkurs mody „Złote Nożyczki”.
Mołodeczno posiada dwadzieścia sześć instytucji kultury i sztuki, w tym Mińskie Obwodowe Muzeum Krajoznawcze, Miński Obwodowy Teatr Dramaturgiczny, Miński Obwodowy Teatr Lalek „Batlejka”. Na terenie miasta działają cztery biblioteki. W 2002 roku został otwarty Pałac Kultury, gdzie organizowane są liczne imprezy kulturalne na skalę obwodu i republiki.
- „Rehijanalnaja Hazieta” – lokalny tygodnik informacyjny.

## Religia
W Mołodecznie jest zarejestrowanych i prowadzi działalność szesnaście społeczności religijnych, z których pięć należy do wyznania prawosławnego, dwie – do rzymskokatolickiego, jedna – do greckokatolickiego, ponadto w mieście funkcjonują cztery zbory ruchu zielonoświątkowców, po jednym – baptystów i adwentystów dnia siódmego, wyznania niechrześcijańskie reprezentują społeczność żydowska i muzułmańska 
| Zdjęcie | Nazwa                                                                            | Lokalizacja                    | Wyznanie                 |
| ------- | -------------------------------------------------------------------------------- | ------------------------------ | ------------------------ |
|         | Parafia cerkwi Opieki Matki Bożej                                                | Płoszcza Staroje Miesca        | prawosławne              |
|         | Parafia cerkwi Świętego Jerzego Zwycięzcy                                        | ul. Nowy Swiet 52              | prawosławne              |
|         | Parafia cerkwi Narodzenia Chrystusowego                                          | ul. Krynicznaja 2              | prawosławne              |
|         | Parafia cerkwi Wszystkich Świętych                                               | ul. Franciszka Bahuszewicza 19 | prawosławne              |
|         | Parafia cerkwi Zaśnięcia Bogurodzicy                                             | ul. Franciszka Skaryny 19a     | prawosławne              |
|         | Parafia św. Józefa                                                               | ul. Osipa Prytyckiego 17       | rzymskokatolickie        |
|         | Parafia św. Kazimierza                                                           | ul. Wialiki Hasciniec 141      | rzymskokatolickie        |
|         | Społeczność Religijna Chrześcijan Wiary Ewangelickiej „Kościół Krynica Życia”    | ul. Spartyunaja 7              | ruch zielonoświątkowy    |
|         | Społeczność Religijna Chrześcijan Wiary Ewangelickiej „Kościół Betania”          | ul. Wilenskaja 159             | ruch zielonoświątkowy    |
|         | Społeczność Religijna Chrześcijan Wiary Ewangelickiej „Kościół Nowina Zbawienia” | ul. Haradokskaja 112a          | ruch zielonoświątkowy    |
|         | Społeczność Religijna Chrześcijan Wiary Ewangelickiej „Kościół Pełnej Ewangelii” | ul. Wilenskaja 14a             | ruch zielonoświątkowy    |
|         | Społeczność Religijna „Kościół Ewangelicznych Chrześcijan Baptystów”             | ul. Czechawa 9                 | baptyzm                  |
|         | Społeczność Religijna Chrześcijan Adwentystów Dnia Siódmego                      | ul. Czechawa 11                | adwentyści dnia siódmego |
|         | Greckokatolicka parafia Chrystusa w Swej miłości do człowieka                    | ul. Wilenskaja 44              | greckokatolickie         |
|         | Żydowska Społeczność religijna „Widuj”                                           | ul. Libawa-Romienskaja 161     | judaizm                  |
|         | Muzułmańska Społeczność Religijna                                                | ul. 8 Sakawika 30              | islam                    |

## Zabytki

### Państwowy rejestr zabytków
W państwowym rejestrze zabytków dla Mołodeczna figurują cztery obiekty nieruchome i dwie praktyki niematerialnego dziedzictwa kulturowego , z których większość ma znaczenie lokalne (kategoria 3 dla zabytków materialnych i B dla niematerialnych), a jeden – pozostałości po klasztorze trynitarzy – ma przypisaną kategorię 2, tj. ma znaczenie historyczno-kulturowe w skali państwowej :
| Zdjęcie | Nr rej.    | Nazwa                              | Data      | Lokalizacja                       |
| ------- | ---------- | ---------------------------------- | --------- | --------------------------------- |
|         | 612Г000294 | Korpus byłego klasztoru trynitarzy | 1762 rok  | ul. Zamkawaja 19                  |
|         | 613В000295 | Grodzisko                          | XV wiek   | północno-wschodnie obrzeże miasta |
|         | 613Д000296 | Bracka mogiła                      | 1941–1944 | skwer przy ul. Jazepa Drazdowicza |
|         | 613Г000655 | Budynek                            | 1954–1955 | Centralnaja Płoszcza 2            |

| Nr rej.    | Nazwa                                    |
| ---------- | ---------------------------------------- |
| 63БК000137 | Praktyka artystycznego plecenia ze słomy |
| 63БК000150 | Praktyka artystycznej wycinanki          |

### Pozostałe zabytki

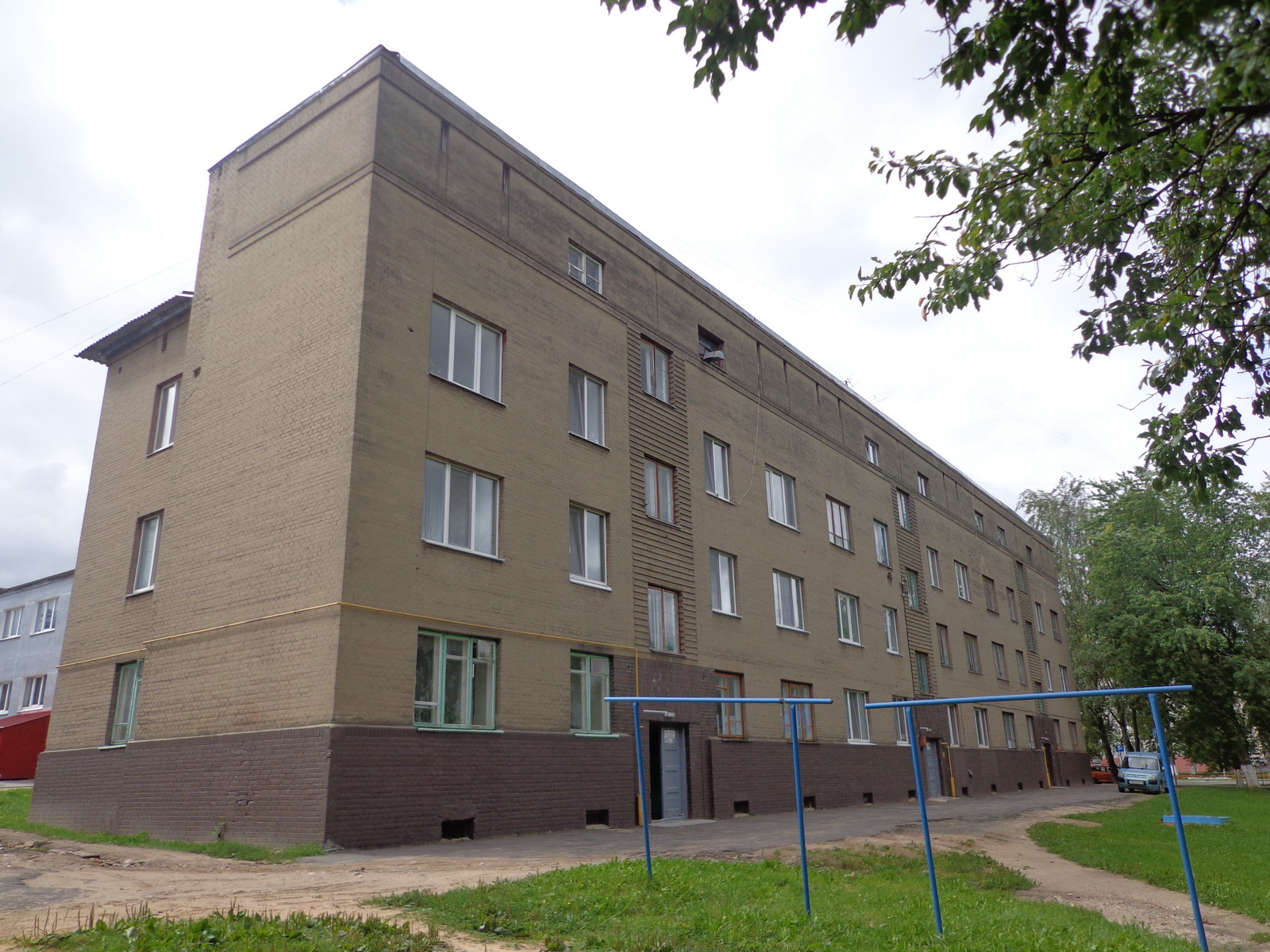
Dawny dom dla oficerów Wojska Polskiego

- zabudowa z lat 1922–1939 przeznaczona potrzeby 86. pułku piechoty Wojska Polskiego (Garnizon w Helenowie), rejon obecnej ulicy Czkałowa przy Parku Miejskim
  - kasyno oficerskie, obecnie siedziba Teatru Dramatycznego
  - blok dla podoficerów w stylu dworkowym
  - blok z szarej cegły dla oficerów w stylu funkcjonalistycznym
  - koszary
  - budynek komendantury
- Klasztor Trynitarzy z XVIII wieku
- Dworzec kolejowy
- Cerkiew Opieki Matki Bożej z XIX wieku
- Stalag 342 przy ul. Zamkowej
- Zamczysko z XVI-XVII wieku ze śladami wałów zamku bastionowego, po prawej stronie szosy do Wilejki

## Pomniki
- Pomnik męczenników za wolność i niezależność Białorusi – upamiętnia ofiary represji politycznych z czasów sowieckich. Znajduje się na placu Niepodległości, naprzeciwko pomnika Lenina i dawnej siedziby Komitetu Miejskiego Komunistycznej Partii Białorusi. Ma formę granitowego głazu, przywiezionego prawdopodobnie z Wysp Sołowieckich, do którego przymocowany jest sześcioramienny krzyż i tablica z napisem w języku białoruskim: Pakutnikam za wolu i niezależnasć Biełarusi (pol. Męczennikom za wolność i niezależność Białorusi). Pomnik został wzniesiony w czerwcu 1993 roku z inicjatywy mołodeczańskiego oddziału Białoruskiego Frontu Ludowego, przedstawicieli Klubu Demokratycznego, zjednoczenia „Białoruskie słowo” i innych organizacji[73].
- Tablica pamiątkowa poświęcona Bronisławowi Taraszkiewiczowi – umieszczona jest na ścianie domu na ul. Taraszkiewicza. Znajduje się na niej napis w języku białoruskim: Tut u 1923–1931 h.h. żyu i pracawau wiadomy wuczony i palityczny dziejacz aktyuny udzielnik wyzwalenczaha ruchu pracounych Zachodniaj Biełarusi Akademik AN BSSR Taraszkiewicz Branisłau Adamawicz (pol. Tu w latach 1923–1931 mieszkał i pracował znany uczony i działacz polityczny uczestnik ruchu wyzwoleńczego robotników Zachodniej Białorusi Akademik AN BSSR Taraszkiewicz Bronisław Adamowicz)[73].
- Pomnik kompozytora Michała Kleofasa Ogińskiego wzniesiony we wrześniu 2001 roku – pierwszy na świecie pomnik tego twórcy autorstwa rzeźbiarza W.J. Januszkiewicza, zlokalizowany przy głównym wejściu do Kolegiuma Muzycznego im. M.K. Ogińskiego[74].

## Sport
Przed wojną w mieście działał Wojskowy Klub Sportowy Mołodeczno założony w 1922 roku, KPW Ognisko Mołodeczno oraz Towarzystwo Gimnastyczne „Sokół” Mołodeczno. Obecnie swoją siedzibę ma tu białoruski klub piłkarski FK Mołodeczno-2013. W 2014 drużyna HK Dynama Mołodeczno podjęła występy w ekstralidze białoruskiej w hokeju na lodzie.

## Miasta partnerskie
Mołodeczno ma nawiązane stosunki partnerskie na szczeblu miejskim i rejonowym (powiatowym) z dwudziestu jeden jednostkami administracyjnymi: 10 – w Rosji, 3 – w Polsce, po jednym – w Bułgarii, Litwie, Mołdawii, Niemczech, Serbii, Słowenii, Tadżykistanie, Ukrainie.
| Jednostka administracyjna                       | Państwo     | Data podpisania umowy | Zakres współpracy                                          |
| ----------------------------------------------- | ----------- | --------------------- | ---------------------------------------------------------- |
| rejon borski (obwód niżnonowogrodzki)           | Rosja       | 13 września 2007      |                                                            |
| Kaługa                                          | Rosja       | 4 lipca 2003          | edukacja                                                   |
| kaczkanarski miejski okręg (obwód swierdłowski) | Rosja       | 13 października 2014  | handel, współpraca humanitarna                             |
| kołomieński miejski okręg (obwód moskiewski)    | Rosja       | 2 lipca 2018          | handel, kultura                                            |
| rejon Kuźminki (Moskwa)                         | Rosja       | 2007                  |                                                            |
| rejon lubytynski (obwód nowogrodzki)            | Rosja       | 2008                  |                                                            |
| swietłowski miejski okręg (obwód królewiecki)   | Rosja       | 3 lipca 2015          |                                                            |
| rejon sławianski (Kraj Krasnodarski)            | Rosja       | 3 sierpnia 2013       | handel, współpraca naukowo-techniczna, społeczno-kulturowa |
| rejon frunzienski (Petersburg)                  | Rosja       | 15 czerwca 2007       | handel, współpraca informacyjna, społeczno-kulturowa       |
| Czerepowiec                                     | Rosja       | 15 czerwca 2007       | handel, współpraca informacyjna, społeczno-kulturowa       |
| Istarawszan                                     | Tadżykistan | 5 listopada 2021      |                                                            |
| Welingrad                                       | Bułgaria    | 11 kwietnia 2008      | handel, współpraca informacyjna, społeczno-kulturowa       |
| Esslingen am Neckar                             | Niemcy      | 14 października 2008  | handel, współpraca informacyjna, społeczno-kulturowa       |
| Poniewież                                       | Litwa       | 21 marca 2001         | handel, współpraca naukowo-techniczna, humanitarna         |
| rejon Florești                                  | Mołdawia    | 4 lipca 2004          | handel, współpraca kulturowa                               |
| powiat kutnowski                                | Polska      | maj 2000              |                                                            |
| Piotrków Trybunalski                            | Polska      | 15 marca 1996         |                                                            |
| powiat sokólski                                 | Polska      | 2003                  | handel, współpraca informacyjna, społeczno-kulturowa       |
| Valjevo                                         | Serbia      | 26 stycznia 2017      |                                                            |
| Maribor                                         | Słowenia    | 16 maja 2016          |                                                            |
| Irpień                                          | Ukraina     | 4 lipca 2008          | handel, współpraca informacyjna, społeczno-kulturowa       |